# プロトステガ科
プロトステガ科（プロトステガか、Protostegidae）は、中生代白亜紀に生息した、海洋性のカメの絶滅した分類群。長らく爬虫綱 - カメ目 - ウミガメ上科に分類されていたが、正確な分類に関しては不明瞭なところがある。アーケロンなど大型種を輩出した。

## 進化史

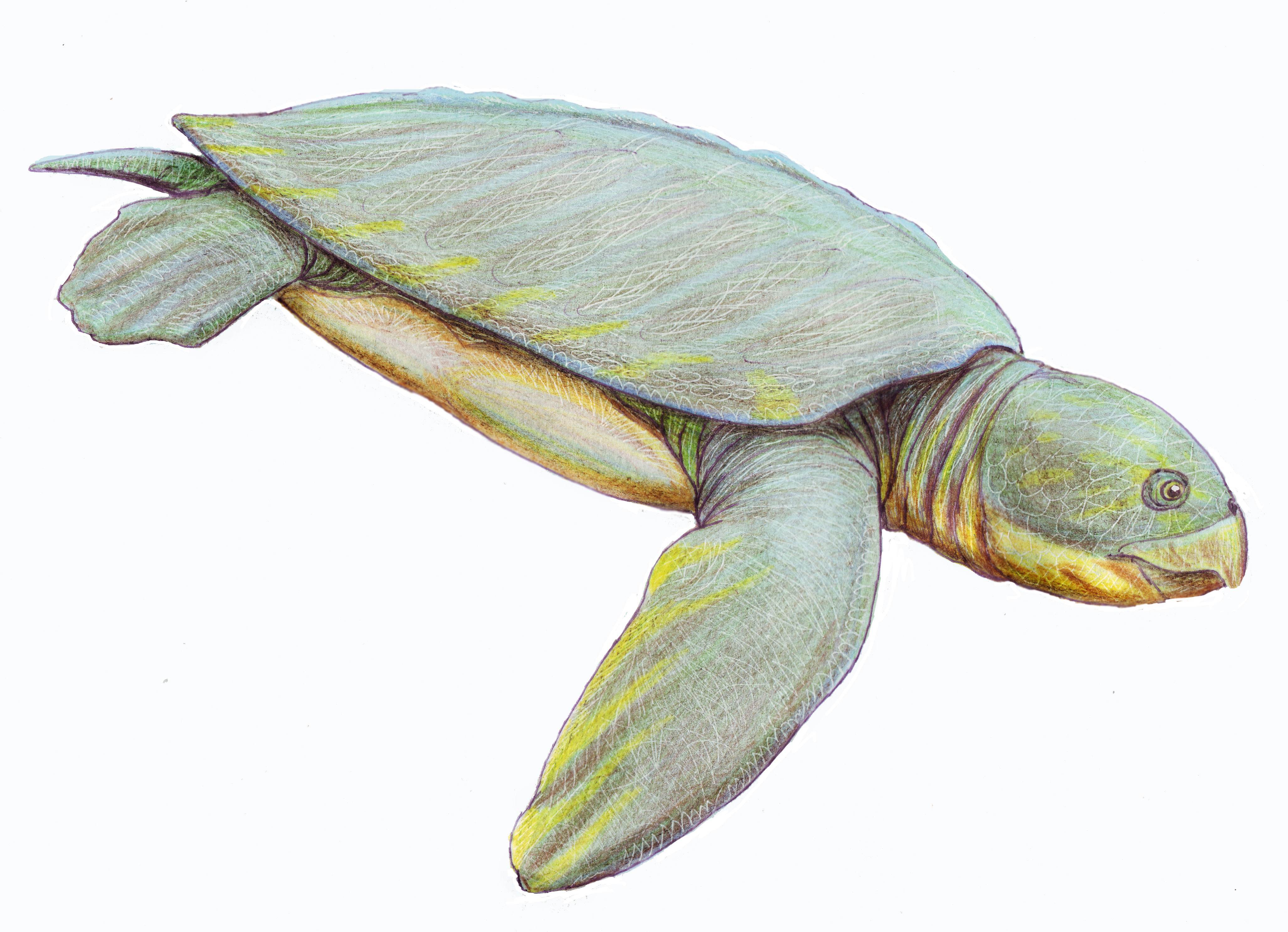
プロトステガProtostega。

この科の最古の種は、2015年にコロンビアより記載されたデスマトケリス属の一種、D. padillaiである。D. padillaiはすでに2メートル近い甲羅を持ち、1998年にブラジルで発掘された、次に古い属であるサンタナケリスよりも大型である。サンタナケリスは既に小さいながらも脚鰭を持っており、肥大化した涙腺も備えていた。しかし、脚鰭には指を曲げる関節構造が残っているなど、現生種と比べると完成度は低い。
その後、ノトケロン、プロトステガなどより大型の属が現れ、白亜紀の海においてプロトステガ科は他のウミガメを圧する存在であった。しかし白亜紀後期、既知で最大のウミガメであるアーケロンが現れる頃になると、プロトステガ科は衰退しつつあった。そして、白亜紀末、K-T境界における大量絶滅において他の海生爬虫類や主食であるアンモナイト、陸上の恐竜などとともに姿を消すことになる。しかしカメ類においてこの大量絶滅で絶滅したのはプロトステガ科などごく一部に留まっていた。

## 形態
ウミガメ類全体に見られる傾向として甲羅の縮小が挙げられるが、このグループも同様であった。最初期のサンタナケリスはさほど退化はしていないが、後期のアーケロンなどは骨質の板は失われ、現生のオサガメのような革状の皮膚や角質の板で覆われていた。
頭骨は比較的大きく、口先が頑丈で咬筋の付着部が拡大しており、硬いものを壊して食べるのに適応していたと思われる。おそらくはアンモナイトなど堅い殻を持つ生物を主食にしていたのであろう。また、余分な塩分を排出するための涙腺は、初期段階からかなり発達していた。
それに対して鰭脚は、初期のものには陸生カメの形態を部分的に留めるものもあり、発達したのは海に進出してからであると思われる。後期のものは、現生種と比しても遜色のない鰭を持っていた。しかし、構造上水平方向には動かしやすいが上下方向への運動は苦手であったようだ。そのため、オサガメなどが行うような潜水は不得手であり、もっぱら海面近くを遊泳していたと思われる。

## 分布
サンタナケリスは南アメリカ近海、アーケロンは北アメリカの内海に生息していた。しかし、それ以外の地域からは発見されていない。これは、プロトステガ科のみではなく白亜紀に多数生息していた他のウミガメたちも同様である。現生のウミガメはヒラタウミガメを除いてほぼ全ての海で見ることができるが、当時のウミガメにはおそらく遠距離を回遊する能力あるいは習性は持っていなかったと思われる。そうした状況で種の分化が起こりやすくなったためか、当時の海には多種多様なウミガメが生息していた。

## 分類
プロトステガ科がカメ目の中でどのような位置に分類されるかについては諸説ある。現生のオサガメと近縁とする説や、基盤的な潜頸類とする説、ジュラ紀に起源をもつ現生ウミガメとは無関係の海生カメ類とする説、現生ウミガメ科を含むPanchelonioideaというグループに含むとする説、カメ目の中でも基盤的なグループに属するとする説など様々である。